# Monica Olvera de la Cruz

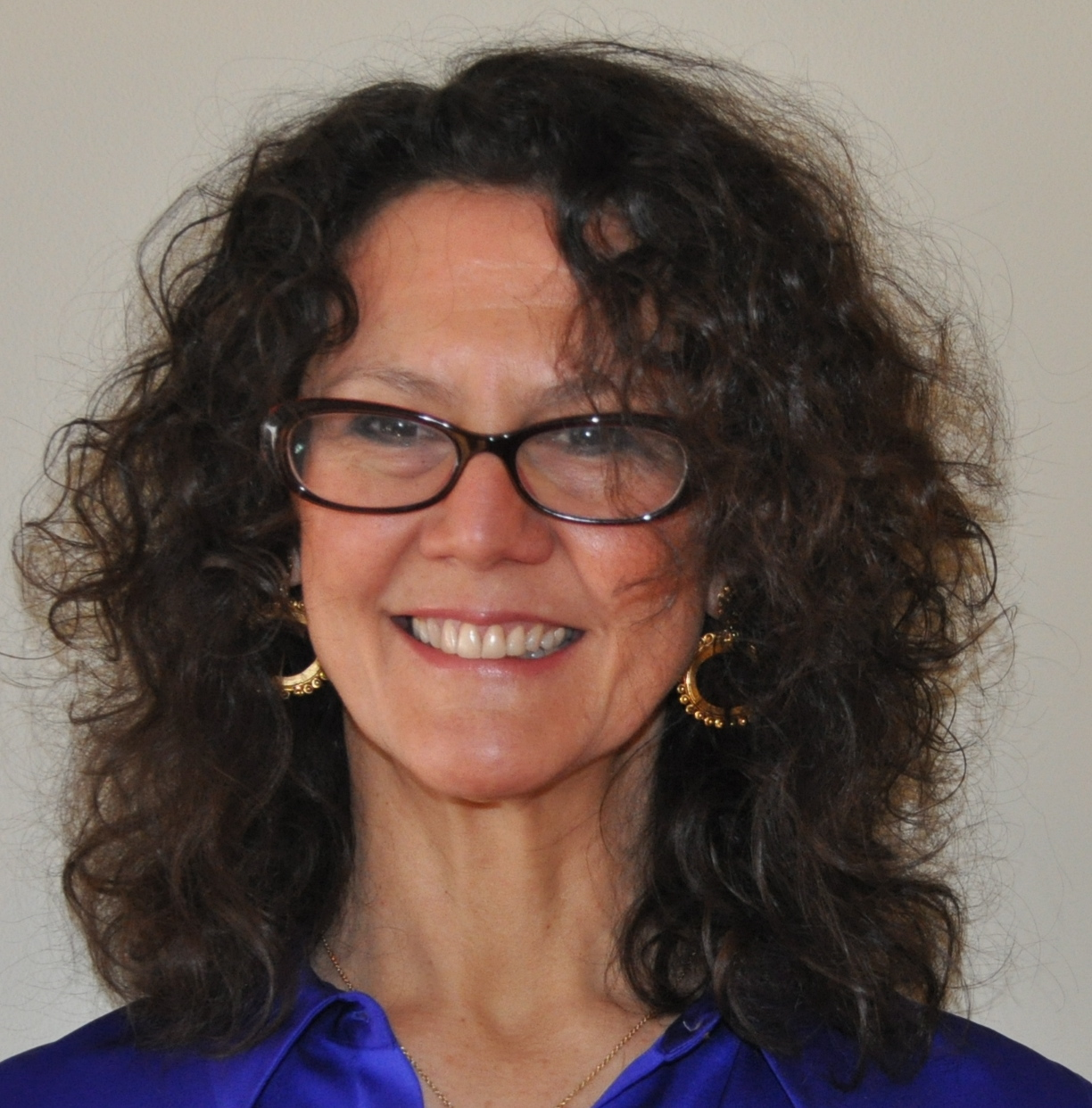
Monica Olvera de la Cruz (2010)

Monica Olvera de la Cruz (* 1958) ist eine mexikanisch-US-amerikanische Wissenschaftlerin an der Northwestern University.
Olvera de la Cruz ist im Grenzgebiet zwischen Physik, Chemie, Materialwissenschaft und Ingenieurwesen tätig. Sie ist für ihre Beiträge zu Polyelektrolyten, Blockcopolymeren und Mehrkomponenten-Polymerblends bekannt. Sie entwickelt Modelle zur Beschreibung der Selbstassemblierung heterogener Moleküle.

## Leben
Monica Olvera de la Cruz erwarb 1981 an der Nationalen Autonomen Universität von Mexiko einen Bachelor in Physik und 1985 bei Samuel Frederick Edwards an der University of Cambridge mit der Arbeit Dynamics of Separation Processes in Polymers einen Ph.D., ebenfalls in Physik. 1985/86 war sie Gastwissenschaftlerin am US-amerikanischen National Institute of Standards and Technology. Seit 1986 ist sie an der Northwestern University. Hier ist sie heute (Stand 2021) Lawyer Taylor Professor of Materials Science & Engineering und Direktorin des Center for Computation and Theory of Soft Materials und Co-Direktorin des Center for Bio-Inspired Energy Science. Von 1995 bis 1997 war sie zusätzlich am Commissariat à l’énergie atomique et aux énergies alternatives in Frankreich tätig.
Olvera de la Cruz hat laut Datenbank Scopus einen h-Index von 50, laut Google Scholar einen von 56 (Stand jeweils Februar 2021).

## Auszeichnungen (Auswahl)
- 1990 Presidential Young Investigator Award[3]
- 2001 Fellow der American Physical Society[4]
- 2007 Cozzarelli Prize der National Academy of Sciences[5]
- 2010 Mitglied der American Academy of Arts and Sciences[6][7]
- 2012 Mitglied der National Academy of Sciences[8]
- 2017 Polymer Physics Prize[9]
- 2020 Mitglied der American Philosophical Society[10]